# Eucynorta bipectinata
Eucynorta bipectinata is een hooiwagen uit de familie Cosmetidae.